# ليندا ماغيري
ليندا ماغيري (بالإنجليزية: Linda Maguire)‏ هي مغنية أوبرا ومغنية أمريكية، ولدت في 7 مايو 1959.

## وصلات خارجية
- ليندا ماغيري على موقع ميوزك برينز (الإنجليزية)
- ليندا ماغيري على موقع ديسكوغز (الإنجليزية)